# Hipólito Ruiz López
Hipólito Ruiz López (8. srpna 1754 Belorado, Kastilie a León, Španělsko – ? 1816 Madrid) byl španělský botanik a lékař známý zejména svým výzkumem květeny Peru a Chile v rámci španělské botanické expedice do místokrálovství Peru v letech 1777–1788, kterou vedl.

## Životopis
Ve 14 letech ukončil studium latiny u svého strýce, který byl knězem, a odešel do Madridu studovat logiku, fyziku, chemii a farmakologii. Pod dohledem botaniků Casimira Gómeze Ortegy ((1741–1818) a Antonia Palaua Verdery (1734–1793) studoval také botaniku v Botanické zahradě Migas Calientes (dnes Královská botanická zahrada v Madridu). V době vlády krále Karla III. vyslalo Španělsko do Nového světa tři velké botanické expedice. První z nich se zúčastnili také botanici Hipólito Ruiz López a José Antonio Pavón Jiménez.
V době, kdy byl Ruiz López jmenován vedoucím botanikem expedice, neměl ještě dokončené studium farmakologie. Jeho zástupcem byl jmenován francouzský lékař a botanik Joseph Dombey. Dalšími členy výpravy byli kromě již jmenovaného José Antonia Pavóna y Jimeneze ještě dva botaničtí ilustrátoři, Joseph Bonete a Isidro Gálvez.

## Výprava

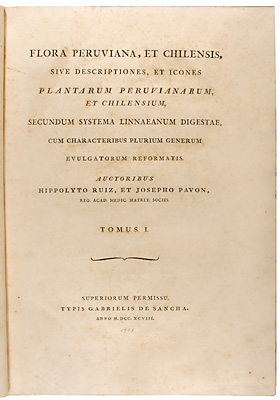
Titulní strana Flora Peruviana, et Chilensis

Expedice vyplula roku 1777 z Cádizu a do Limy dorazila v dubnu 1778. Její členové zkoumali území dnešního Peru a Chile po celých 10 let (1778–1788). Sbírali přitom vzorky a zakládali herbáře. Celkem nasbírali 3000 rostlinných vzorků a vytvořili 2500 botanických ilustrací v životní velikosti. Do Španělska s sebou přivezli množství živých květin.
Jedním z léčebných prostředků, jež výprava přivezla z Ameriky, byl odvar z výhonků komule Buddleja incana, jíž domorodci léčili nachlazení a bolesti zubů.
Nasbíraný materiál dorazil do Cádizu v roce 1788, převážně v dobrém stavu, a byl uložen v Královské botanické zahradě v Madridu (Real Jardín Botánico de Madrid) a v Kabinetu přírodní historie (Gabinete de Historia Natural), který byl předchůdcem Muzea přírodní historie. Mezi těmito vzorky bylo 150 nových rodů a 500 nových druhů rostlin, jež dodnes nesou jména, která jim dali Ruiz a Pavón. Bohužel část sbírky obsahující 53 beden s 800 ilustracemi, sušenými rostlinami, semeny, vzorky pryskyřic a minerály byla nenávratně ztracena, když loď, která je vezla, ztroskotala u portugalského pobřeží.
Po návratu do Španělska dokončil Ruiz López v roce 1790 svá farmakologická studia. Roku 1794 byl jmenován členem Královské lékařské akademie, v jejímž věstníku Memoáry pak vydal různé práce. Společně s Pavónem publikoval desetisvazkové, bohatě ilustrované dílo Flora Peruviana et Chilensis. Jeho první čtyři svazky vyšly mezi roky 1798 a 1802. Šest zbývajících až po jeho smrti. Za svého života publikoval ještě práci o chinovníku Quinología o tratado del árbol de la quina (Madrid, 1792), jež byla záhy přeložena do italštiny (1792), němčiny (1794) a angličtiny (1800). Toto dílo citoval Alexander von Humboldt, když v roce 1821 vydal svoje vlastní pojednání o rodu chinovník.
Deníky, které si Ruiz López vedl během svého pobytu v Jižní Americe, jsou obdivuhodné šíří záběru etnobotanických a přírodopisných znalostí. Španělské impérium zajímalo zejména farmakologické využití rostlin z Nového světa, jako byl například chinovník, zdroj chininu, jímž se dala léčit zhoubná malárie. Kromě podrobných popisů a kreseb jihoamerické květeny a zvířeny zaznamenával Ruiz López také poznatky o geologii a podnebí oblasti. Přidal i informace o životě tamějších indiánů a kolonistů.
Hipólito Ruiz López zemřel v roce 1816 (některé prameny uvádějí rok 1815) v Madridu.
Standardní botanická zkratka Hipólita Ruize Lópeze v autoritních údajích u vědeckých jmen botanických taxonů je Ruiz.
Pro označení botanické dvojice Hipólito Ruiz López a José Antonio Pavón Jiménez se v autoritních údajích u vědeckých jmen botanických taxonů standardně používá zkratka Ruiz & Pav.

## Španělské botanické výpravy
Ony tři velké botanické expedice, které Španělsko vyslalo za vlády krále Karla III. do Nového světa, byly: Ruizova a Pavónova do místokrálovství Peru (1777–1788), Mutisova do místokrálovství Nová Granada (1783–1808) a Lacastova do místokrálovství Nové Španělsko (1787–1803).